# 松下康雄
松下康雄（英語：Yasuo Matsushita, 1926年1月1日—2018年7月20日）是一位日本企业家，第二十七任日本银行总裁。

## 生平
父亲松下仓吉是律师，1950年毕业于东京大学法学部，后进入大藏省任职。1952年获得富布赖特项目进入雪城大学学习，1982年担任大藏事务次官，1986年进入太阳神户银行，1987年担任该行行长，1990年担任合并后的太阳神户三井银行会长，1994年担任改名后的樱花银行顾问，同年担任日本银行总裁，1998年离任由速水优接任。
2018年7月20日逝世，享年92岁。.

## 荣誉
2005年被授予瑞宝大绶章。

## 延伸阅读
- Werner, Richard A. (2003). Princes of the Yen: Japan's Central Bankers and the Transformation of the Economy. Armonk, New York: M.E. Sharpe. ISBN 978-0-7656-1048-5; OCLC 471605161 （页面存档备份，存于）

| 政府职务        | 政府职务                     | 政府职务        |
| --------------- | ---------------------------- | --------------- |
| 前任： 三重野康 | 日本银行总裁 1994年–1998年   | 繼任： 速水优   |
| 前任： 高橋元   | 大藏事务次官 1982年–1984年   | 繼任： 山口光秀 |
| 前任： 田中敬   | 大藏省主计局长 1980年–1982年 | 繼任： 山口光秀 |